# La Teuleria (Castellterçol)
La Teuleria fou una petita masia del terme municipal de Castellterçol, al Moianès.
Estva situada a l'extrem meridional del terme, ran del límit amb Sant Quirze Safaja. És a prop i a ponent de la carretera C-59, a l'esquerra de la riera de Puigcastellar.